# Theo Jülich
Theo Jülich (* 14. September 1956 in Aachen; † 20. Januar 2018 in Darmstadt) war ein deutscher Kunsthistoriker. Er war von 2013 bis 2018 Leiter des Hessischen Landesmuseums Darmstadt.

## Leben
Jülich studierte Kunstgeschichte, Baugeschichte sowie Mittlere und Neuere Geschichte an der RWTH Aachen. Er wurde dort 1987 mit dem Thema „Gemmenkreuze – die Farbigkeit ihres Edelsteinbesatzes bis zum 12. Jahrhundert“ promoviert. 1987 ging er an das Germanische Nationalmuseum Nürnberg.
1989 wurde Jülich wissenschaftlicher Angestellter des Hessischen Landesmuseums Darmstadt. Er leitete 1996/97 das DFG-Förderprojekt „Erschließung des schriftlichen Nachlasses des Baron von Hüpsch (1730–1805)“. 2005 nahm er die Funktion des stellvertretenden Direktors des Hessischen Landesmuseums Darmstadt ein, das er seit 2013 als Direktor in der Nachfolge von Ina Busch leitete.
Jülich verfasste einige Arbeiten zum mittelalterlichen Kunsthandwerk, insbesondere zur romanischen Goldschmiede- und Elfenbeinkunst.
Theo Jülich starb am 20. Januar 2018 in Darmstadt nach langer, schwerer Krankheit. Er hatte mit seiner Frau, der Kunsthistorikerin Heidrun Ludwig, einen Sohn.

## Veröffentlichungen (Auswahl)
- Die mittelalterlichen Elfenbeinarbeiten des Hessischen Landesmuseums Darmstadt. Schnell & Steiner, Regensburg 2007, ISBN 978-3-7954-2023-9.
- Alfred Messel und sein Darmstädter Landesmuseum. Geschichte und Architektur. Schnell & Steiner, Regensburg 2014, ISBN 978-3-7954-2897-6.
- Der Mainzer Goldschmuck. Ein Kunstkrimi aus der deutschen Kaiserzeit. Schnell & Steiner, Regensburg 2017, ISBN 978-3-7954-3286-7.